# Giovanni della Casa
Giovanni della Casa   (Mugello, 28 de juny de 1503 - Roma, 14 de novembre de 1556) fou un arquebisbe, diplomàtic, polític i literat italià del segle xvi.

## Biografia
Va iniciar els estudis de lleis a Bolonya, però s'inclinà per les lletres clàssiques i les humanitats que estudià a Florència i Bolonya i especialment a Pàdua. D'allà es va traslladar a Florència, després a Bolonya i finalment a Roma on s'hi va establir del 1532. Aconsellat per Alessandro Farnese, el futur papa Pau III. va emprendre la carrera eclesiàstica. Tot i que escrigué versos i seguí amb una vida poc adients en la seva condició d'eclesiàstic va ser degà de la Cambra Apostòlica el 1542. El 1544 va ser nomenat arquebisbe de Benevent, malgrat que encara no era sacerdot (fou prevere el 1547), però mai va arribar a la seva diòcesi perquè va ser enviat com nunci apostòlic a Venècia. Della Casa, conegut per la seva vida mundana, a Venècia va trobar el lloc ideal per a les seves aspiracions i on conegué a Aretino, Tiziano o Lorenzino de Médicis.
Són anys en què escrigué diversos poemes satírics i alguns tractats com De officiis inter potentiores et tenuiores amicos sobre les relacions entre amos i servents. També la monografia Quaestio lepidissima: an sit uxor ducenda, on s'interrogava sobre el valor del matrimoni i era d'un marcat caràcter misogin.
Giovanni della Casa va introduir el tribunal de la Inquisició al Vèneto i es va ocupar dels primers processos contra exponents de la reforma protestant. El 1548 va compilar un Índex dels llibres prohibits, un precedent de l'Índex introduït amb la Contrareforma. Va ser un ferm seguidor de les directrius marcades pel Concili de Trento i va defensar l'autoritat del Papa.
Va abandonar Venècia el 1549 i retornà a Roma, va romandre-hi fins als últims mesos de 1551. A la mort de Pau III, el 1549, no va obtenir el favor de nou papa Juli III. Apartat de la Cúria es va retirar a la vida privada primer a Venècia, després, el 1552, a l'Abadia de Nervesa sul Montello. En el marc del seu tranquil sojorn venecià fou escrita l'obra que li donà major fama: el Galateo, editat a Venècia l'any 1585. Més tard, el papa Pau IV el va nomenar el seu secretari d'estat sense, tanmateix, crear-lo cardenal. Va morir prematurament el novembre de 1556.

## Galateo ovvero de’ costumi.LesRime
L'argument de l'obra de Giovanni della Casa ens presenta un vell ric en experiència, però analfabet que ensenya a un jove les regles de la bona criança, de les bones maneres i del comportament educat. També de com conversar gentilment i a practicar l'exquisidesa en el tracte amb els altres. Probablement destinat al nebot de l'arquebisbe, Annibale Rucellai, és un tractat format per trenta capítols.Conté una reflexió moral i pedagògica que parteix de posar en relleu tot allò que és desagradable per als sentits, per a la imaginació i per a l'intel·lecte, escrit en el llenguatge de conversa que atenua la rigidesa dels preceptes reguladors de la vida quotidiana.
En aquesta obra els valors de l'humanisme són, doncs, molt llunyans. De fet, les grans virtuts deixen pas a les petites que garanteixen molt millor l'èxit social. Fidel als mètodes contrareformistes el tractat és conformat per una llista de prohibicions. Per corregir els mals hàbits, la mala naturalesa, es fonamenta no pas en la raó sinó en la creació d'hàbits.
Mostra que per Giovanni della Casa la naturalesa humana és dolenta, on els instints prevalen sobre la raó. L'esperit de la seva pedagogia és doncs repressiu trencant amb les propostes pedagògiques de Renaixement. Revela desconfiança vers la natura humana en la visió del concili de Trento. En el diàleg entre el vell i el jove en cap moment es dona la paraula a l'aprenent. És una mena de catecisme que cal respectar.
L'èxit de Galateo fou molt notable, ja que es van produir més d'una vintena d'edicions fins al segle xviii. L'obra és un bon exemple de l'anomenada educació adornada propugnada per El cortesà de Baldassare Castiglione.
Pel que fa a la seva obra poètica les seves Rime de 1558 el situen con un dels poetes lírics italians més destacats del segle XVI.

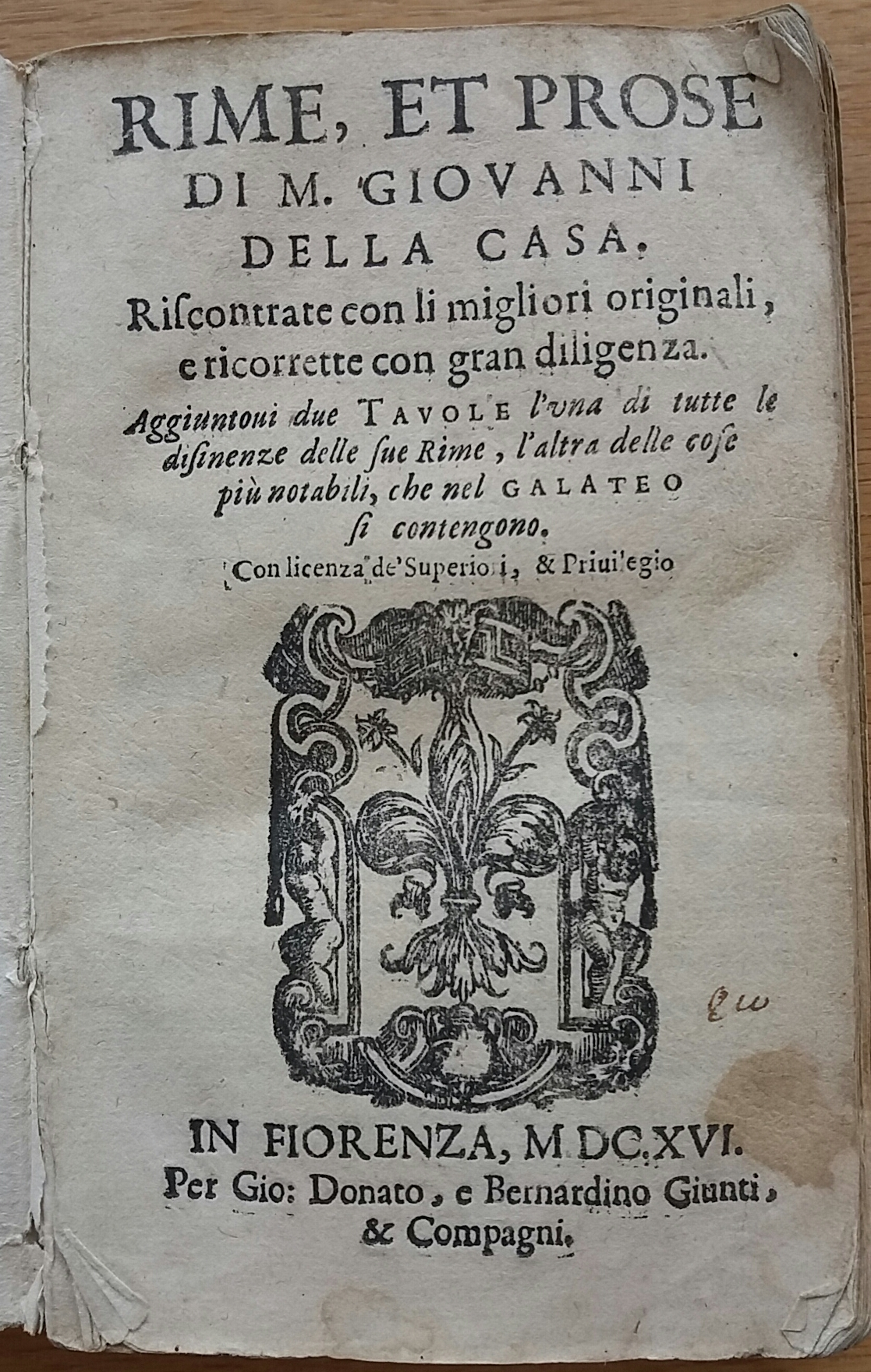
Portada de Rime et prose de Giovanni della Casa en l'edició de 1616

## Obra
- Il Galateo, 1558
- Latina Monumenta, 1564
- Ioannis Casae Carminum Liber, 1564